# Katablepharidaceae
A Katablepharidaceae (a görög κατα, le és a βλεφαρις, szempilla szavakból) a Cryptophyta heterotróf ostorosokból álló közeli rokon csoportja. Először Heinrich Leonhards Skuja írta le 1939-ben, és a Kathablepharis nemzetségről kapta nevét. E nemzetség nevét a botanikai nevezéktanban Katablepharisra javították, de a zoológiaiban az eredeti írásmód maradt fenn. Tagjai két elülső ostorral, egy eukarióták bekebelezésére szolgáló elülső sejtszájjal és a sejtmembránt fedő héjjal rendelkező egysejtűek. Ejektoszómáik vannak, mitokondriális cristái csőszerűek.

## Leírás

### Morfológia
Ostoros egysejtűek, melyek két szubapikálisan vagy mediálisan a sejtben eredő szőrtelen ostorral szabadon úsznak. Mindkét ostor elöl van (anterior), vagy csak egyikük van elöl, a másik hátul követi. Sejtmembránjukat két lamellákkal rendelkező rétegből álló héj vastagítja, mely az ostorokat is fedi. Sejtmagjuk középen, Golgi-készülékük elöl, emésztő űröcskéjük hátul van. Mitokondriális cristáik csőszerűek. A kinetoszómák közelében különböző méretű extruszómák (ejektoszómák) vannak egy feltekert szalaggal (tekercs), szemben a Cryptophytával, ahol 2 tekercsből állnak.

### Táplálkozás
Más eukarióták longitudinális mikrotubulusokkal támasztott sejtszájon való bevitelével táplálkoznak, ezzel egy faja, a Kathablepharis hyalurus nem rendelkezik. A Hatena arenicola életciklusa egyedi: Nephroselmis-algákat eszik, időlegesen megtartja, felnagyítja és fotoszintézisre használja kloroplasztiszait, lehetővé téve szaporodását. Ez a kleptoplasztia.

## Rendszertan

### Taxonómiatörténet
Heinrich Leonhards Skuja, botanikus 1939-ben a Kathablepharidaceae családot a két távolodó ostorral és longitudinális üreggel rendelkező színtelen ostorosok besorolására használta. Ide 4 nemzetséget (Kathablepharis, Leucocryptos, Cryptaulax és Phyllomytus) sorolt. Tagjait a Cryptophyta közeli rokonainak tekintette, és fénymikroszkóppal látható morfológiai jellemzők alapján a Cryptophyceae osztályba sorolta.
1992-ben Naja Vørs, protozoológus létrehozta a Kathablepharidea nevet a zoológiai nevezéktanban, a botanikait Katablepharidaceae alakra javította ki, ez csak 3 nemzetségből (Katablepharis, Leucocryptos és Platychilomonas). Azonban e családot nem rendelte magasabb taxonhoz, helyette incertae sedisként írta le, kivéve a Cryptophyceaeből.
Vørs osztályozásának egy alternatíváját Thomas Cavalier-Smith javasolta 1993-ban. A K. ovalis megfigyelése alapján a Katablepharidaceaet az Opalozoa törzsbe sorolta tubuláris mitokondriális cristái és a Cryptophytára jellemző ejektoszómák hiánya miatt. Létrehozta a Cyathobodonea osztályt, a Katablepharist és a Leucocryptost új rendbe (Kathablepharida) helyezte, melyet 2 elülső ostor, egy felszíni héj, a sejtgarat hiánya és a 4 mikrotubulussáv által támasztott elülső sejtszáj határozott meg. E törzs polifiletikus volt, 1997-ben a Katablepharidát így a Neomonada törzsbe helyezte át, mely szintén nem volt monofiletikus. Később a Telonemea csoportot tartalmazó Isomita altörzsbe helyezte át. Mivel mindez egy faj, a K. ovalis megfigyelésén alapult, nem tekintették érvényesnek.
1999-ben Brec Clay és Paul Kugrens a Katablepharidaceae rendszertanát elemezve cáfolta Cavalier-Smith besorolását, helyette Vørs családját fogadták el, a zoológiai írásmódot Kathablepharididaere módosították, a diagnózist úgy módosították, hogy csak a Katablepharis és a Leucocryptos legyen a tagja, és a magasabb szintű besorolást a valós helyzetük molekuláris filogenetikai meghatározásáig elhalasztották.
Végül elektronmikroszkóppal végzett és molekuláris kutatások alapján kiderült, hogy a Katablepharida a Cryptophyta rokona. 2004-ben Cavalier-Smith mindkét csoportot a Cryptista altörzseként sorolta be. Előbbinél új osztályt (Leucocryptea) és altörzset (Leucocrypta) hozott létre a Leucocryptos nemzetség után. 2005-ben Noriko Okamoto és Isao Inouye a két csoport molekuláris és morfológiai különbséget elegendőnek tartotta a két önálló törzskénti besoroláshoz. Ezenkívül a két csoport divisióként (a phylum botanikai megfelelője) megfelel a széles körben elfogadott rendszerrel, ahol a Cryptophyta törzs. Mindkét nevezéktannak megfelelő magasabb taxonokat javasoltak: phylum Kathablepharida, classis Kathablepharidaceae és ordo Kathablepharidida a zoológiai, illetve divisio Katablepharidophyta, classis Katablepharidophyceae és ordo Katablepharidales a botanikai nevezéktannak megfelelően. Később 2 új Katablepharida-nemzetséget írtak le: a Hatenát 2006-ban, a Roombiát 2009-ben.
Saját besorolásának megfelelően Cavalier-Smith mindkét csoportot a Cryptista törzs tagjának tekintett. 2015-ben a Leucocryptát főosztállyá tette a Rollomonadia (Cryptophyta) altörzsben a Cryptomonada mellett, és a törzshöz adta a Palpitia és Corbihelia altörzseket. 2024-ben általában a Cryptista vagy a Cryptophyta tagjának tekintik a Cryptomonada mellett.

### Besorolás
5 elfogadott nemzetsége van:
- Hatena Okamoto et Inouye 2006[16]
- Kathablepharis/Katablepharis[* 1] Skuja 1939
- Leucocryptos Butcher 1967
- Platychilomonas Larsen et Patterson 1990
- Roombia Okamoto, Chantangsi, Horák, Leander et Keeling 2009[17]

## Evolúció
Az ismert tagok mellett számos édes- és tengervízi környezeti DNS-szekvencia ismert, melyek további, nem szaporított vagy formálisan leírt tagokra utalhatnak. Molekuláris filogenetikai elemzések alapján a fagotróf Goniomonadea és a fotoszintetikus Cryptophyta Cryptomonada csoportjának testvércsoportja. Eleinte a két csoportot a Hacrobiába helyezték, mely tartalmazta mellettük a Haptophytina, a Centroplasthelida, a Biliphyta és a Telonemida csoportokat is. Később azonban ezt cáfolták. Helyette a Haptophyta és a Centroplasthelida a Haptista, a Cryptomonada és a Katablepharida a Cryptista tagja a Palpitomonasszal. A Haptista a Tsar klád közelebbi rokona, mely a Telonemiát tartalmazza, míg a Cryptista az Archaeplastida közelebbi rokona, benne a vörösmoszatokkal, a zöldmoszatokkal, a növényekkel, a Glaucophytával és a Biliphytával.
A csoporton belül a Roombia a legkorábban elágazó ismert nemzetség, melyet a Hatena követ. Ez a többi nemzetségek közül a Leucocryptos és a Katablepharis testvércsoportja. Az ötödik nemzetség, a Platychilomonas nincs jelen a filogenetikai elemzésekben molekulárisadat-hiány miatt.

## Fordítás
Ez a szócikk részben vagy egészben  a   Katablepharid című angol Wikipédia-szócikk ezen változatának fordításán alapul.  Az eredeti cikk szerkesztőit annak laptörténete sorolja fel. Ez a jelzés csupán a megfogalmazás eredetét és a szerzői jogokat jelzi, nem szolgál a cikkben szereplő információk forrásmegjelöléseként.